# Тригеминална неуралгија
Тригеминална неуралгија (ТН) неуралгија тригеминуса,  трифацијална неуралгија или самоубилачка болест, је неуропатска болест са јаким болом изазвана поремећајем функције тригеминалног живца (одговорног за осећаје на лицу и моторичке функције као што су загрижај и жвакање). Сматра се једним од најболнијих поремећаја познатих у медицини, који често доводи до депресије и самоубиства. 
Постоје два главна облика ТН: типични и атипични. Типичан облик карактеришу епизоде јаког, изненадног бола налик шоку на једној страни лица који траје од неколико секунди до неколико минута.  Групе ових епизода могу трајати током неколико сати. Атипични облик се карактерише сталним болом у виду пецкања који је мањег интенитета. Епизоде бола се могу покренути било којим додиром лица.  Оба облика се могу појавити код исте особе.   
Тачан узрок ТН је непознат, али се верује да укључује губитак мијелина у омотачу тригеминалног нерва. ТН може настати услед компресије крвног суда на нерв који излази из можданог стабла, мултипле склерозе, можданог удара или трауме.  Мање уобичајени узроци укључују тумор или артериовенске малформације.  
Дијагноза се обично заснива на симптомима, након што се искључе други могући узроци као што је постхерпетична неуралгија. 
Лечење укључује лекове или операцију. Антиконвулзивни карбамазепин или окскарбазепин је обично почетни третман и ефикасан је код око 90% болесника.  Како су нежељени ефекти ових лекова чести то захтева њихово повлачење код чак 23% пацијената. Остале опције укључују примену ламотригина, баклофена, габапентина, амитриптилина и пимозида.  Опиоиди обично нису ефикасни у типичном облику.  Код оних ТН које се не побољшају или постану отпорни на друге мере, могу се испробати бројне врсте операција.
Процењује се да неуралгија тригеминуса погађа око 0,03% до 0,3% људи широм света са већом заступљеношћу код жена, и женско:муским односом у односу 3:1.  ТН се обично јавља код људи старијих од 50 година, али се може јавити у било ком узрасту.  Стање је први пут детаљно описао Џон Фотергил 1773. године. 

## Историја
Тригеминалну неуралгију први је описао Џон Фотергил, а хируршки лечио Џон Мареј Карночан, обојица лекари који су дипломирали на Медицинском факултету Универзитета у Единбургу. 
ТН је прво називана „болест самоубица“ због студије пионира неурохирургије Харвија Кушинга које су укључивале 123 случаја ТН током 1896. и 1912. године. У тој студији због јаког интензивног бола, утврђена је већа стопе самоубилачких идеја код пацијената са тешким мигренама. Она је повезана са већим стопама депресије, анксиозности и поремећаја спавања.

## Трограни живац, анатомија и функција
Трограни или тригеминални живац је мешовити је парни кранијални живац који повезују мозак и мождано стабло са различитим деловима лица. ТН има три гране које шаљу и примају сензације из горњег, средњег и доњег дела лица. 
- Офталмолошка (горња) грана обезбеђује осећај већем делу власишта, челу и предњем делу главе.
- Максиларна (средња) грана обезбеђује осећај у пределу образа, горње вилице, горње усне, зуба и десни и бочне стране носа.
- Мандибуларна (доња) грана инервише доњу вилицу, зубе и десни и доњу усну.

Трограни живац је одговоран за: 
- сензорне осећаја као што су тактилни осећај (притисак), термоцепција (температура) и ноцицепција (бол) који потичу са лица изнад линије вилице,
- моторичку функцију мишића жвакања, укључених у жвакање, али и не формирање израза лица.

## Етиологија
Тригеминална неуралгија (ТН), такође позната као  tic douloureux, је врста хроничног неуролошког поремећаја који укључује појаву изненадних напада јаког бола у пределу лица. Како поремећајем може бити захваћене више од једне нервне гране, ТН су најчешће захваћене максиларне или мандибуларне гране. Када је захваћена офталмолошка грана, црвенило или необјашњиве сузе у очима могу се појавити истовремено са нападима бола. У ретким случајевима, обе стране лица могу бити погођене у различито време, или чак у исто време; ово се зове билатерални ТН. 
Настаје као последица поремећаја функције трограног (тригеминалног) живца, или петог кранијалног нерв, који обезбеђује осећај и нервне сигнале деловима главе и лица. Напади бола обично трају само неколико секунди (али могу трајати и до два минута) и могу се појавити изнова и изнова неколико пута дневно. ТН је врста неуропатског бола, понекад узрокованог повредом или лезијом нерва. 
Постоји неколико теорија које објашњавају могуће узроке овог синдрома бола. Некада се веровало да је нерв стиснут у отвору изнутра на спољашњу страну лобање; али водећа истраживања показују да се ради о проширеном или продуженом крвном суду – најчешће горњој церебеларној артерији – који компримира или пулсира у микроваскулатури тригеминалног нерва у близини његове везе са мостом.  Таква компресија може да повреди заштитну мијелинску овојницу нерва и изазове неправилно и хиперактивно функционисање нерва. Ово може довести до напада бола при најмањој стимулацији било које области коју опслужује нерв, као и да омета способност нерва да искључи сигнале бола након што се стимулација заврши. Ова врста повреде ретко може бити узрокована анеуризмом (испупчењем крвног суда ); АВМ ( артериовенска малформација );  тумором ; као што је арахноидна циста или менингиом у церебелопонтинском углу ;  или трауматичним догађајем, као што је саобраћајна несрећа. 
Краткотрајна периферна компресија је често безболна.  Перзистентна компресија доводи до локалне демијелинизације без губитка континуитета потенцијала аксона. Хронично укљештење нерва првенствено доводи до демијелинизације, са прогресивном дегенерацијом аксона касније.  Због тога је широко прихваћено да је неуралгија тригеминуса повезана са демијелинизацијом аксона у Гасеровом ганглију , дорзалном корену или обоје.  Претпоставља се да ова компресија може бити повезана са аберантном граном горње церебеларне артерије која лежи на тригеминалном нерву.  Даљи узроци, поред анеуризме, мултипле склерозе или тумора церебелопонтинског угла, укључују: тумор задње јаме, било које друге лезије које се шире или чак болести можданог стабла услед можданог удара. 
Неуралгија тригеминуса се налази код 3-4% људи са мултиплом склерозом, према подацима из седам студија.  Претпоставља се да је то због оштећења тригеминалног комплекса кичме.  Тригеминални бол има сличну презентацију код пацијената са и без МС. 
Постхерпетична неуралгија, која се јавља након херпеса, може изазвати сличне симптоме ако је оштећен тригеминални нерв, назван Рамсаи Хунтов синдром тип 2. Када нема очигледног структуралног узрока, синдром се назива идиопатским обликом болеси.

### Врсте
Врсте неуралгије тригеминуса се категоришу на основу узрока који их је изазвавао на класичну, секундарну и идиопатску неуралгију:

### Типична или класична ТН
Класична ТН је најчешћи облик, у којем се дијагностикује да крвни суд (обично горња церебеларна артерија) гура део корена тригеминалног нерва.

### Атипична или секундарна ТН
Секундарна ТН  је узрокован другим поремећајем (као што је мултипла склероза, тумор или артериовенска малформација ). Јавља се у само 15% случајева ТН.
Појединци са секундарном ТН су склонији да буду млађи и да имају болове са обе стране лица.  

### Идиопатска ТН
Када се не може пронаћи јасан узрок ТН, чак ни након дијагностичке обраде (евалуације), тада се ТН сматра идиопатским обликом ТН (односно као болест непознатог узрока или болест изазвана механизмом очигледног спонтаног порекла). Ово је најмање уобичајен тип ТН.

## Клиничка слика
Клинички знаци и симптоми ТН укључују:
- изненадни, интензиван бол, који се често описује као бол сличан шоку или убод, обично на једној страни лица
- печење, лупање, утрнулост, пецкање или тупи осећај бола између напада

Интензитет бола може бити физички и емоционално разарајући. Напади ТН обично престају на неко време, а затим се поноово враћају. Напади бола могу бити изазвани вибрацијом или контактом са образом (као што је приликом бријања, прања лица или наношења шминке), прања зуба, дувања носа, јела, пића, разговора или излагања ветру. 
Бол може захватити малу површину лица или се проширити. Бол се ретко јавља током спавања.
У неким случајевима, стање може бити прогресивно, што значи да се напади временом могу погоршати, са дужим и чешћим епизодама. У прогресивном облику ТН, особа може осећати бол све време. У многим таквим случајевима, лекови за контролу бола такође постају мање ефикасни током времена.

## Дијагноза
Дијагноза се поставља на основу анемнезе, физичког (неуролошког) прегледа и дијагностичких тестова (нпр магнетна резонанце) како би се пронашле структурне абнормалности (као што је компресија тригеминалног нерва) или други поремећаји који могу изазвати бол у лицу.
ТН се најчешће јавља код људи старијих од 50 година, иако се може јавити у било ком узрасту, укључујући детињство. Поремећај је чешћи код жена него код мушкараца. 

## Терапија
Генерално, прва линија лечења за људе који живе са ТН су лекови. Ако лекови не могу да ублаже бол или производе неподношљиве нежељене ефекте, може се размотрити операција.
У неким случајевима, комплементарни приступи, обично у комбинацији са лековима, могу помоћи у терапији ТН.

#### Лекови
Постоји неколико врста лекова који могу помоћи у лечењу ТН:
- Антиконвулзивни лекови , који се користе за блокирање сигнала бола, могу смањити учесталост напада. Ови лекови укључују карбамазепин, окскарбазепин, габапентин, прегабалин, ламотригин, топирамат или фенитоин. Ако само један лек не побољша симптоме, може се користити више од једног лека истовремено.
- Могу се испробати и други лекови , посебно ако антиконвулзанти нису ефикасни или ако су нежељени ефекти превише узнемирујући. Ови лекови укључују баклофен и ботулинум токсин А.

Уобичајени лекови за ублажавање болова (као што су аспирин и ибупрофен) и опиоидни лекови као што је хидрокодон обично нису од помоћи у лечењу ТН.

#### Хируршка терапија
Ако лекови не ублаже бол или производе неподношљиве нежељене ефекте као што су когнитивни поремећаји, губитак памћења, вишак умора, супресија коштане сржи или алергија, лекар може препоручити хируршко лечење.  Пошто ТН може бити прогресиван поремећај који временом постаје отпоран на лекове, операција је уобичајен приступ смањењу ризика од будућих напада бола.
Неколико неурохируршких процедура је доступно за лечење ТН. Избор поступка зависи од:
- природе бола
- преференције особе, физичко здравље, крвни притисак и претходне операције
- присуство или одсуство мултипле склерозе,
- који тригеминални нерв је највише погођен (нарочито када је захваћена горња/офталмолошка грана)

Након многих од ових процедура може доћи до утрнулости лица, а ТН ће се често вратити чак и ако је процедура у почетку успешна. Као и код сваке операције, постоје ризици за хируршке процедуре које се користе за лечење ТН. У зависности од процедуре, то укључује губитак слуха, проблеме са равнотежом, цурење цереброспиналне течности , инфекцију, анестезију долороса (упорни интензиван бол у лицу или устима) и (у ретким случајевима) мождани удар.
Неке операције ТН се раде амбулантно, док друге могу укључивати сложенију операцију која се изводи под општом анестезијом и захтевају обавезан боравак у болници.
| Назив методе                       | Опис |
| ---------------------------------- | --- |
| Микроваскуларна декомпресија (МВД) | Ово је најинвазивнија операција за ТН. Она је најефикаснији у дуготрајној превенцији болова. МВД укључује ублажавање притиска из околних крвних судова који или обавијају нерв или га додирују. За разлику од ризотомије циљ МВД није да се након ове операције дође до утрнулости лица. |
| Ризотомија (ризолиза)              | Ово је поступак у коме се оштећују нервна влакна како би се блокирао бол. Пацијенто који користе ризотомију за ТН увек доживљавају одређени степен сензорног губитка и утрнулост лица. Постоји неколико различитих облика ризотомије који се користе за лечење ТН, укључујући компресију балоном, ињекцију глицерола, радиофреквентну термичку лезију и стереотактичку радиохирургију. Ове операције могу ублажити бол на неколико година, али су дугорочно мање ефикасне. |
| Радиохирургија                     | Ово је процедура која има за циљ фокусирано зрачење на оштећена нервна влакна из тригеминалног нерва близу места где је он повезан са можданим стаблом. За разлику од других хируршких процедура, олакшање бола које је резултат ове процедуре може потрајати више од месец дана. |

#### Комплементарна терапија
Неки пацијенти у лечењу ТН користе комплементарне и алтернативне приступе, обично у комбинацији са лековима. Као најчешће комплемензтарне и алтернативне методе терапије ТН  (које имају различите степене успеха). спадају:
- вежбе
- јога
- креативна визуализација
- ароматерапија
- медитација
- акупунктура
- киропрактички третман горњег дела кичме
- биофидбек терапија
- витаминотерапија
- нутритивна терапија